# Friedrich von Velsen

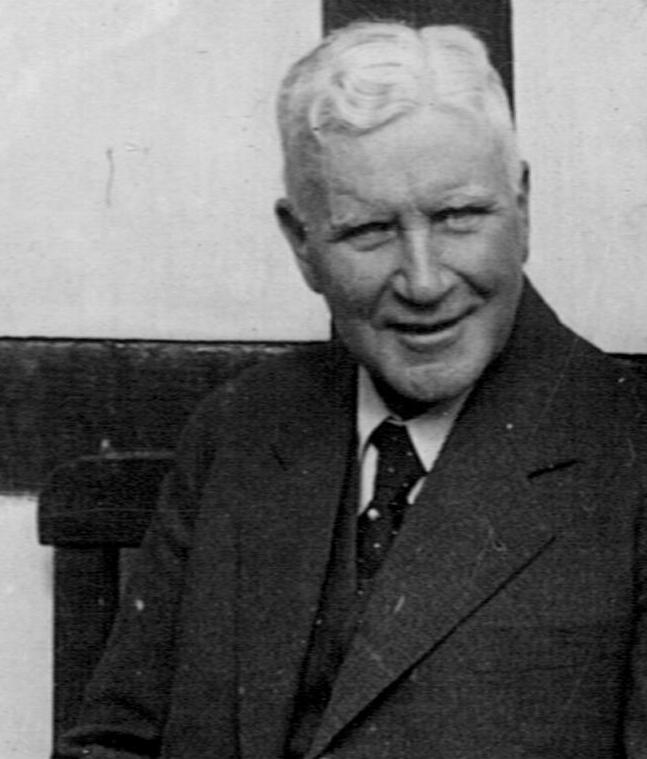
Friedrich von Velsen, Foto: um 1940

Friedrich Carl Ludwig von Velsen (* 30. Oktober 1871 in Dortmund; † 24. September 1953 in Detmold) war ein preußischer Verwaltungsjurist und Mitglied der DNVP.

## Leben und Wirken

### Herkunft und Familie
Seine Eltern waren der preußische Bergrat Wilhelm von Velsen (1828–1894) und Caroline Vogt gen. Schulze Höing (1837–1917). Friedrich von Velsens älterer Bruder war der preußische Oberbergrat und Industrielle Otto von Velsen (1869–1945). Seine Cousine war die Schriftstellerin und Frauenrechtlerin Dorothee von Velsen (1883–1970). Er heiratete 1896 in Dortmund Dora Marie Ziegler (1876–1944), die ältere Tochter des Großkaufmanns Philipp Ziegler. Ihre jüngste gemeinsame Tochter heiratete den späteren General Heinrich Wintzer (1892–1947).

### Ausbildung
Nach bestandenem Staatsexamen an der Universität Tübingen und anschließendem Referendariat reichte er als Gerichtsreferendar im Jahr 1899 die bereits drei Jahre zuvor veröffentlichte Arbeit Die exceptiones praeiudiciales. Exceptiones, si praeiudicium rei maiori non fiat (Druckerei W. Startz jr., Cleve 1896) als juristische Dissertation ein.

### Berufliche Laufbahn
Im Jahr 1906 wurde Velsen als Regierungsrat an das Oberpräsidium der Provinz Sachsen berufen. Noch im selben Jahr erfolgte seine Ernennung zum Finanzrat im preußischen Finanzministerium. 1911 wurde er dort zum Geheimen Finanzrat und Vortragenden Rat, nach 1913 zum Geheimen Oberfinanzrat ernannt. Von 1917 bis 1933 wirkte er als Regierungspräsident der Bezirksregierung Hannover, zuletzt 1933 als Vertreter des Oberpräsidenten. Im Zuge der Absetzung der preußischen Staatsregierung Braun-Severing (Preußenschlag) wurde er im Sommer 1932 durch die Regierung Papen zum kommissarischen Oberpräsidenten der Provinz Sachsen ernannt. Im März 1933 wurde er von den Nationalsozialisten in den Ruhestand versetzt. Als letzter Amtstag wird der 20. Juni 1934 genannt.
Seine Grabstätte befindet sich auf dem Friedhof in Hiddesen.